# Championnat d'Indonésie de football 1995-1996
Navigation
Saison précédente Saison suivante
La saison 1995-1996 du Championnat d'Indonésie de football est la deuxième édition du championnat de première division en Indonésie. La Premier Division regroupe trente-deux équipes, réparties en deux poules géographiques où elles s'affrontent deux fois au cours de la saison, à domicile et à l'extérieur. À la fin de cette première phase, les six premiers de chaque groupe disputent la deuxième phase, organisée en trois poules de quatre équipes. Enfin, le premier de chaque groupe et le meilleur deuxième prennent part à la phase finale pour le titre, disputée en demi-finales et finale en match aller simple. Le dernier de chaque poule de première phase est relégué en deuxième division.
C'est le club de Bandung Raya qui remporte le championnat après avoir battu en finale le club de PSM Makassar.  C'est le tout premier titre de champion d'Indonésie de l'histoire du club.

## Les clubs participants
| - Pelita Jaya - Persib Bandung - Bandung Raya - Medan Jaya - Semen Padang - Persiraja Banda Aceh - Arseto Solo - Persita Tangerang - PSMS Medan - PSDS Lubuk Pakam - Mataram Indocement - Persiku Kudus - Persija Jakarta - BPD Jateng - Persijatim Jakarta - Persikab Bandung - Promu de D2 | - Petrokimia Putra - Pupuk Kaltim - Assyabaab SGS - Barito Putra - Gelora Dewata - Arema Malang - Mitra Surabaya - Persipura Jayapura - Persebaya Surabaya - PSM Makassar - Putra Samarinda - Persema Malang - PSIS Semarang - Persegres Gresik - Persiba Balikpapan - Persma Manado - Promu de D2 |

## Compétition
Le barème utilisé pour établir l'ensemble des classements est le suivant :
- Victoire : 3 points
- Match nul : 1 point
- Défaite : 0 point

### Première phase

#### Groupe Ouest
| Rang | Équipe                         | Pts | J  | G  | N  | P  | Bp | Bc | Diff |
| ---- | ------------------------------ | --- | -- | -- | -- | -- | -- | -- | ---- |
| 1    | Bandung Raya                   | 61  | 28 | 18 | 7  | 3  | 57 | 17 | +40  |
| 2    | Pelita Jaya                    | 55  | 28 | 16 | 7  | 5  | 47 | 21 | +26  |
| 3    | Persib Bandung T               | 50  | 28 | 13 | 11 | 4  | 31 | 15 | +16  |
| 4    | Persita Tangerang              | 47  | 28 | 13 | 8  | 7  | 41 | 26 | +15  |
| 5    | Persikab Bandung P             | 45  | 28 | 13 | 6  | 9  | 41 | 27 | +14  |
| 6    | Mataram Indocement             | 45  | 28 | 12 | 9  | 7  | 32 | 27 | +5   |
| 7    | Persiraja Banda Aceh           | 43  | 28 | 11 | 10 | 7  | 35 | 24 | +11  |
| 8    | PSDS Lubuk Pakam               | 34  | 28 | 7  | 13 | 8  | 25 | 26 | -1   |
| 9    | Semen Padang                   | 32  | 28 | 9  | 5  | 14 | 32 | 33 | -1   |
| 10   | Medan Jaya                     | 32  | 28 | 8  | 8  | 12 | 22 | 30 | -8   |
| 11   | PSMS Medan                     | 28  | 28 | 6  | 10 | 12 | 15 | 30 | -15  |
| 12   | Persijatim Jakarta             | 27  | 28 | 7  | 6  | 15 | 22 | 54 | -32  |
| 13   | Arseto Solo                    | 24  | 28 | 5  | 9  | 14 | 17 | 39 | -22  |
| 14   | Persija Jakarta                | 23  | 28 | 5  | 8  | 15 | 17 | 39 | -22  |
| 15   | BPD Jateng                     | 22  | 28 | 5  | 7  | 16 | 27 | 53 | -26  |
| 16   | Persiku Kudus Forfait ou exclu |     |    |    |    |    |    |    |      |

|  | Qualification pour la deuxième phase |
|  | Relégation en deuxième division      |

- En tant que vainqueur du groupe Ouest, Bandung Raya obtient son billet pour la prochaine édition de la Coupe des Coupes.

#### Groupe Est
| Rang | Équipe             | Pts | J  | G  | N  | P  | Bp | Bc | Diff |
| ---- | ------------------ | --- | -- | -- | -- | -- | -- | -- | ---- |
| 1    | PSM Makassar       | 57  | 30 | 17 | 6  | 7  | 58 | 26 | +32  |
| 2    | Mitra Surabaya     | 54  | 30 | 15 | 9  | 6  | 49 | 31 | +18  |
| 3    | Pupuk Kaltim       | 52  | 30 | 16 | 7  | 7  | 56 | 31 | +25  |
| 4    | Gelora Dewata      | 50  | 30 | 14 | 8  | 8  | 47 | 27 | +20  |
| 5    | Persipura Jayapura | 49  | 30 | 14 | 7  | 9  | 47 | 32 | +15  |
| 6    | Putra Samarinda    | 48  | 30 | 14 | 6  | 10 | 44 | 39 | +5   |
| 7    | Persebaya Surabaya | 47  | 30 | 12 | 11 | 7  | 45 | 35 | +10  |
| 8    | Petrokimia Putra   | 45  | 30 | 13 | 6  | 11 | 47 | 34 | +13  |
| 9    | Assyabaab SGS      | 40  | 30 | 12 | 4  | 14 | 38 | 48 | -10  |
| 10   | PSIS Semarang      | 37  | 30 | 10 | 7  | 13 | 37 | 41 | -4   |
| 11   | Persma Manado P    | 37  | 30 | 11 | 7  | 12 | 31 | 46 | -15  |
| 12   | Arema Malang       | 35  | 30 | 8  | 11 | 11 | 19 | 25 | -6   |
| 13   | Persema Malang     | 31  | 30 | 8  | 7  | 15 | 26 | 55 | -29  |
| 14   | Persiba Balikpapan | 29  | 30 | 8  | 5  | 17 | 24 | 43 | -19  |
| 15   | Barito Putra       | 29  | 30 | 9  | 5  | 16 | 22 | 42 | -20  |
| 16   | Persegres Gresik   | 15  | 30 | 3  | 6  | 21 | 23 | 58 | -35  |

|  | Qualification pour la deuxième phase |
|  | Relégation en deuxième division      |

- En tant que vainqueur du groupe Est, PSM Makassar obtient son billet pour la prochaine édition de la Coupe des clubs champions.

### Deuxième phase

#### Groupe A
| Rang | Équipe           | Pts | J | G | N | P | Bp | Bc | Diff |
| ---- | ---------------- | --- | - | - | - | - | -- | -- | ---- |
| 1    | Bandung Raya     | 9   | 3 | 3 | 0 | 0 | 9  | 1  | +8   |
| 2    | Persikab Bandung | 4   | 3 | 1 | 1 | 1 | 4  | 4  | 0    |
| 3    | Pupuk Kaltim     | 3   | 3 | 1 | 0 | 2 | 1  | 4  | -3   |
| 4    | Putra Samarinda  | 1   | 3 | 0 | 1 | 2 | 2  | 7  | -5   |

|  | Qualification pour la phase finale |

#### Groupe B
| Rang | Équipe            | Pts | J | G | N | P | Bp | Bc | Diff |
| ---- | ----------------- | --- | - | - | - | - | -- | -- | ---- |
| 1    | Mitra Surabaya    | 7   | 3 | 2 | 1 | 0 | 5  | 1  | +4   |
| 2    | Gelora Dewata     | 5   | 3 | 1 | 2 | 0 | 4  | 3  | +1   |
| 3    | Pelita Jaya       | 3   | 3 | 1 | 0 | 2 | 6  | 6  | 0    |
| 4    | Persita Tangerang | 1   | 3 | 0 | 1 | 2 | 2  | 7  | -5   |

|  | Qualification pour la phase finale |

#### Groupe C
| Rang | Équipe             | Pts | J | G | N | P | Bp | Bc | Diff |
| ---- | ------------------ | --- | - | - | - | - | -- | -- | ---- |
| 1    | PSM Makassar       | 9   | 3 | 3 | 0 | 0 | 3  | 0  | +3   |
| 2    | Persipura Jayapura | 6   | 3 | 2 | 0 | 1 | 6  | 2  | +4   |
| 3    | Persib Bandung     | 3   | 3 | 1 | 0 | 2 | 3  | 3  | 0    |
| 4    | Mataram Indocement | 0   | 3 | 0 | 0 | 3 | 0  | 7  | -7   |

|  | Qualification pour la phase finale |

- Persipura Jayapura se qualifie pour la phase finale en tant que meilleur deuxième, tous groupes confondus.

### Phase finale

#### Demi-finales
| Équipe 1     | Résultat      | Équipe 2           |
| ------------ | ------------- | ------------------ |
| PSM Makassar | 4 - 3         | Persipura Jayapura |
| Bandung Raya | 0 - 0 4-2 tab | Mitra Surabaya     |

#### Finale
| Équipe 1     | Résultat | Équipe 2     |
| ------------ | -------- | ------------ |
| PSM Makassar | 0 - 2    | Bandung Raya |

## Bilan de la saison
| Championnat d'Indonésie de football 1995-1996 |                          |
| Champion                                      | Bandung Raya (1er titre) |
| Coupes et trophées                            |                          |
| Vainqueur de la Coupe d'Indonésie 1995-1996   | Non disputée             |
| Qualifications continentales                  |                          |
| Coupe d'Asie des clubs champions 1996-1997    | PSM Makassar             |
| Coupe des Coupes 1996-1997                    | Bandung Raya             |
| Promotions et relégations                     |                          |
| Promus en Premier Division                    | PSB Bogor                |
| Promus en Premier Division                    | PSBL Bangar Lampung      |
| Promus en Premier Division                    | PSDS Deli Serdang        |
| Promus en Premier Division                    | PSP Padang               |
| Relégués en Second Division                   | BPD Jateng               |
| Relégués en Second Division                   | Persiku Kudus            |
| Relégués en Second Division                   | Persegres Gresik         |